# 가브리에우 파울리스타
가브리에우 아르만두 지 아브레우(포르투갈어: Gabriel Armando de Abreu, 1990년 11월 26일, 브라질 상 파울루 ~ )는 브라질의 축구 선수로, 포지션은 센터백이며, 현재 아틀레티코 마드리드의 소속 선수로 뛰고 있다.

## 선수 경력

### 비토리아
상 파울로에서 태어난 가브리에우는 그레미오 바루에리와 산투스 FC에 입단 실패 이후, 2009년 CA 타방 다 세라(Clube Atlético Taboão da Serra)에서 EC 비토리아 유스로 합류했다. 그는 캄페오나투 바이아노 챔피언십의 카마사리(Camaçari)에서 3-1 승리를 시작으로 2010년 3월 7일에 성인 리그 데뷔를 했고, 플라멩고를 상대로 1-1 홈 무승부 경기에서 빌슨(Vilson)과 교체하며 5월 15일 세리에 A에서 데뷔했다.
2010년 8월, 가브리에우는 산투스와의 2010 코파 두 브라질 결승의 두 번의 경기에 모두 출전했으며 오른쪽 수비수로 뛰었다. 2011년 후반에 레앙(Leão)이라는 이름으로 세리에 A로 돌아와 35 경기에 출전하면서 그의 첫 번째 팀에서 돌파구가 되었으며, 다음 해에는 세리에 B에서 중요한 역할을 맡게 된다.
2012년 9월 6일 가브리에우는 비토리아와 2016년까지 계약 연장에 합의했다. 그는 2013 캄페오나투 바이아노에서 우승하면서 최고의 중앙 수비수로 선정되었다.

### 비야 레알
2013년 8월 15일 가브리에우는 5년 계약을 맺으면서 라 리가의 비야레알로 이적했다. 그는 11월 10일 아틀레티코 마드리드와의 1-1 홈 무승부 경기에서 데뷔했다.
가브리에우는 그의 첫 해외 시즌에서 체추 도라도의 교체 멤버로서 18번 리그 경기에 출전했으며 노란 잠수함을 6위로 만들어 유러피안 무대로 복귀 시켰다. 그는 2014년 8월 21일 FC 아스타나를 상대로 한 3-0 원정 승리 경기에서 UEFA 유로파리그에 데뷔했다.
마테오 무사치오의 부상으로 인해 가브리에우는 도라도를 추월하여 2014-15 리그에서 선발 출전하였다. 그는 새로 계약한 빅토르 루이스 토레와 함께 강력한 파트너쉽을 만들어 그가 출전한 19 경기에서 17 실점만을 허용했다.

### 아스날
2015년 1월 26일, 가브리에우는 워크 퍼밋을 발급받고 11,300,000 파운드의 이적료로 아스널 FC에 합류할 것으로 예상되었다. 이틀 후에 정식 계약하였고, 조엘 캠벨은 임대되었다. 아르센 벵거 감독은 가브리에우의 피지컬에도 불구하고, 영어를 못하기 때문에 첫 경기에서 실수할 가능성이 있다고 주장했다.
가브리에우는 FA 컵의 5라운드 미들즈브러 FC와의 홈 경기에 데뷔하였고, 팀은 2-0으로 승리했다. 6일 후, 그는 크리스털 팰리스와의 원정 경기에서 후반 막판에 알렉시스 산체스의 교체 선수로 프리미어 리그에 데뷔하였고, 팀은 2-1로 승리하였다.

## 국가대표팀 경력
2015년 3월 20일에서 가브리에우는 프랑스와 칠레에 대한 친선 경기를 위해 부상당한 다비드 루이스를 교체, 처음으로 브라질 축구 국가 대표팀에 호출했다. 그러나, 그는 두 경기에서 출전하지 않았다.

## 수상
비토리아
- Campeonato Baiano : 우승 (2010), 우승 (2013)
- 코파 두 노르데스치 : 우승 (2010)

 아스널
- FA컵 : 우승 (2014-15), (2016-17)
- FA 커뮤니티 실드 : 우승 (2015), (2017)

개인
- Campeonato Baiano 최고의 중앙 수비수 : 2012, 2013